# Tazin River
Der Tazin River ist ein ca. 395 km langer linker Nebenfluss des Taltson River im Süden der Nordwest-Territorien und im Norden der Provinz Saskatchewan in Kanada.

## Flusslauf
Das Quellgebiet des Tazin River befindet sich auf einer Höhe von 270 m, 20 km westlich des Dunvegan Lake im Süden der Nordwest-Territorien. Von dort fließt er anfangs knapp 20 km nach Osten. Anschließend wendet er sich 40 km in Richtung Südsüdwest, dann 30 km in Richtung Westsüdwest und schließlich 35 km nach Westen. Er mündet in das östliche Ende des 40 km langen Tazin Lake. Diesen verlässt er an dessen westlichem Ende. Der Tazin River fließt 30 km nach Westen, bevor er scharf nach Norden abbiegt. Er verläuft anschließend 100 km nach Norden, gefolgt von weiteren 22 km in westnordwestlicher Richtung. Der Tazin River biegt nun nach Südwesten ab. Er fließt etwa 55 km in diese Richtung, bevor er sich auf seinen letzten knapp 20 km nach Westen wendet. Im Unterlauf gibt es einen 22 km langen südlichen Seitenarm, der sich 17 km oberhalb der Mündung wieder mit dem Hauptarm vereinigt.
Entlang dem Flusslauf des Tazin River gibt es zahlreiche teils seenartige Flussverbreiterungen im Wechsel mit Stromschnellen. Neben- und Zuflüsse des Tazin River sind u. a. Ena River, Abitau River und Thoa River.

## Hydrometrie
Entlang dem Tazin River werden gegenwärtig zwei Abflusspegel betrieben:
- Abflusspegel 07QC006 (⊙) 22 km oberhalb Tazin Lake
- Abflusspegel 07QC007 (⊙) 5 km oberhalb der Mündung

Der gemessene mittlere Abfluss (MQ) an dieser Stelle beträgt 56,5 m³/s (2007–2020).
Im folgenden Schaubild werden die mittleren monatlichen Abflüsse des Tazin River für die Messperiode 2007–2020 in m³/s dargestellt.

## Kanu-Touren
Der Tazin River ist mit dem Kanu befahrbar.